# Las Vegas, 500 millones
Las Vegas, 500 millones es una película española de 1968, de coproducción internacional, dirigida por Antonio Isasi-Isasmendi y protagonitzada por Gary Lockwood, Elke Sommer, Lee J. Cobb y Jack Palance.
El rodaje tuvo lugar en California, Nevada y en su gran mayoría España.

## Sinopsis
El robo de un furgón de seguridad, con una gran suma de dinero, que debe ser trasladada desde los casinos de Las Vegas hasta los bancos de San Francisco es un apreciado objetivo para una banda de ladrones. El problema es que, una vez realizado el golpe, inesperadamente las ambiciones de los miembros de la banda entran en conflicto.

## Reparto
- Gary Lockwood – Tony Vincenzo/Tony Ferris
- Elke Sommer – Ann Bennett
- Lee J. Cobb – Steve Skorsky
- Jean Servais – Gino Vincenzo
- Georges Géret – Leroy
- Jack Palance – Douglas
- Fabrizio Capucci – Cooper
- Roger Hanin – The Boss
- Gustavo Re – Salvatore
- Daniel Martín – Merino
- Maurizio Arena – Clark
- Enrique Ávila – Baxter
- Gérard Tichy – Sheriff Klinger
- Rubén Rojo – Brian

## Premios y nominaciones
Medallas del Círculo de Escritores Cinematográficos
| Año  | Categoría      | Nominación              | Resultado |
| ---- | -------------- | ----------------------- | --------- |
| 1968 | Mejor película | Las Vegas, 500 millones | Ganador   |
| 1968 | Mejor director | Antonio Isasi-Isasmendi | Ganador   |

Premios San Jorge
| Año  | Categoría               | Nominación              | Resultado |
| ---- | ----------------------- | ----------------------- | --------- |
| 1969 | Mejor película española | Las Vegas, 500 millones | Ganador   |